# Willem Hendrik Gispen (ontwerper)

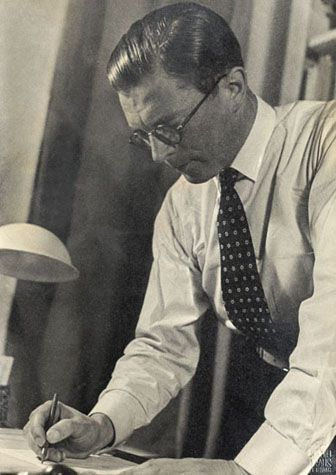
Willem Hendrik Gispen

Willem Hendrik Gispen (Amsterdam, 7 december 1890 – Den Haag, 10 mei 1981) was een Nederlandse industrieel ontwerper en ondernemer.
Gispen bezocht na zijn onderwijzersopleiding enkele malen Engeland, waar hij in contact kwam met de arts-and-craftsbeweging. In 1913 meldde hij zich aan bij de Academie van Beeldende Kunsten en Technische Wetenschappen in Rotterdam. Zonder zijn studie te hebben afgemaakt, begon hij in 1916 een eigen smederij W.H. Gispen & Co in Rotterdam, waar hij met twee personeelsleden ambachtelijke kunstnijverheid produceerde. In de tijd van zijn studie aan de academie had hij een netwerk van architecten opgebouwd, van wie hij veel opdrachten kreeg, onder anderen van Willem Kromhout, Henri Evers, Leendert van der Vlugt en Jan Verheul.
In de jaren twintig raakte Gispen steeds meer onder invloed van de ontwerpopvattingen van De Stijl en schakelde hij over van ambachtelijke op machinale productie. De door hem ontworpen en geproduceerde Giso-lampen werden vanaf 1926 een doorslaand succes. Daarnaast begon hij met het ontwerpen en produceren van stalen buismeubelen voor kantoren en woningen. De doorbraak voor dit meubilair kwam vanaf 1929, toen Gispen de opdracht kreeg om de Van Nellefabriek van kantoormeubilair te voorzien. Ook voor Huis Sonneveld en voor het stoomschip Nieuw Amsterdam leverde hij meubilair. In de jaren dertig ontwierp hij onder meer de stoelen Gispen 412 en 404. De verhuizing van de fabriek naar Culemborg in 1934 betekende verdere schaalvergroting en technische vernieuwing.
De crisis in de jaren dertig betekende bijna het einde voor de fabriek van Gispen. Dankzij enkele financieel welgestelde relaties als Cees van der Leeuw kon de fabriek echter gereorganiseerd worden en kreeg Gispen een directeur naast zich, de scheepsbouwkundig ingenieur W.F. van Osselen.
In 1949 trok Gispen zich terug als directeur van de fabriek, maar hij bleef zich bezighouden met industriële vormgeving. 
In 1953 keerde Gispen zijn eigen fabriek noodgedwongen de rug toe, door onenigheid met de aandeelhouders. Niet lang daarna kwam hij op een familiefeestje zijn neef Rudolf Johannes Meijer tegen (Ru Meijer voor intimi). Met Ru begon Willem Gispen een nieuw bedrijf met de vernuftige naam KEMBO (wat staat voor Kom Eerst Maar Bij Ons). Er brak een periode aan waarin hij enkele van zijn beste ontwerpen maakte. Dat vond men over de grenzen ook: in het jaar 1954, een jaar na de oprichting van KEMBO, besloot de jury van de driejaarlijkse designbeurs Triënnale in Milaan zijn stoel Triënnale 302, te bekronen met een prestigieuze designprijs. De ontwerpen die Gispen op latere leeftijd voor KEMBO maakte, dus na 1953, worden gezien als zijn beste stukken. Anno 2016 worden deze stoelen nog steeds geproduceerd door de Amsterdamse kantoormeubelenproducent Lensvelt.
Gispen stopte met ontwerpen in 1960. Daarna bleef hij actief op kunstzinnig gebied. Zo kreeg hij op hoge leeftijd (in 1970) nog etslessen van de grafisch kunstenaar Dirk van Gelder. 
Gispen overleed in 1981 op 90-jarige leeftijd. Hij is de vader van kunstenares Antoinette Gispen (1921-2015).

## Werk in openbare collecties (selectie)
- Centraal Museum, Utrecht
- Elisabeth Weeshuis, Culemborg
- Museum Boijmans Van Beuningen, Rotterdam[1]
- Rijksmuseum Amsterdam, Amsterdam[2]

## Galerij

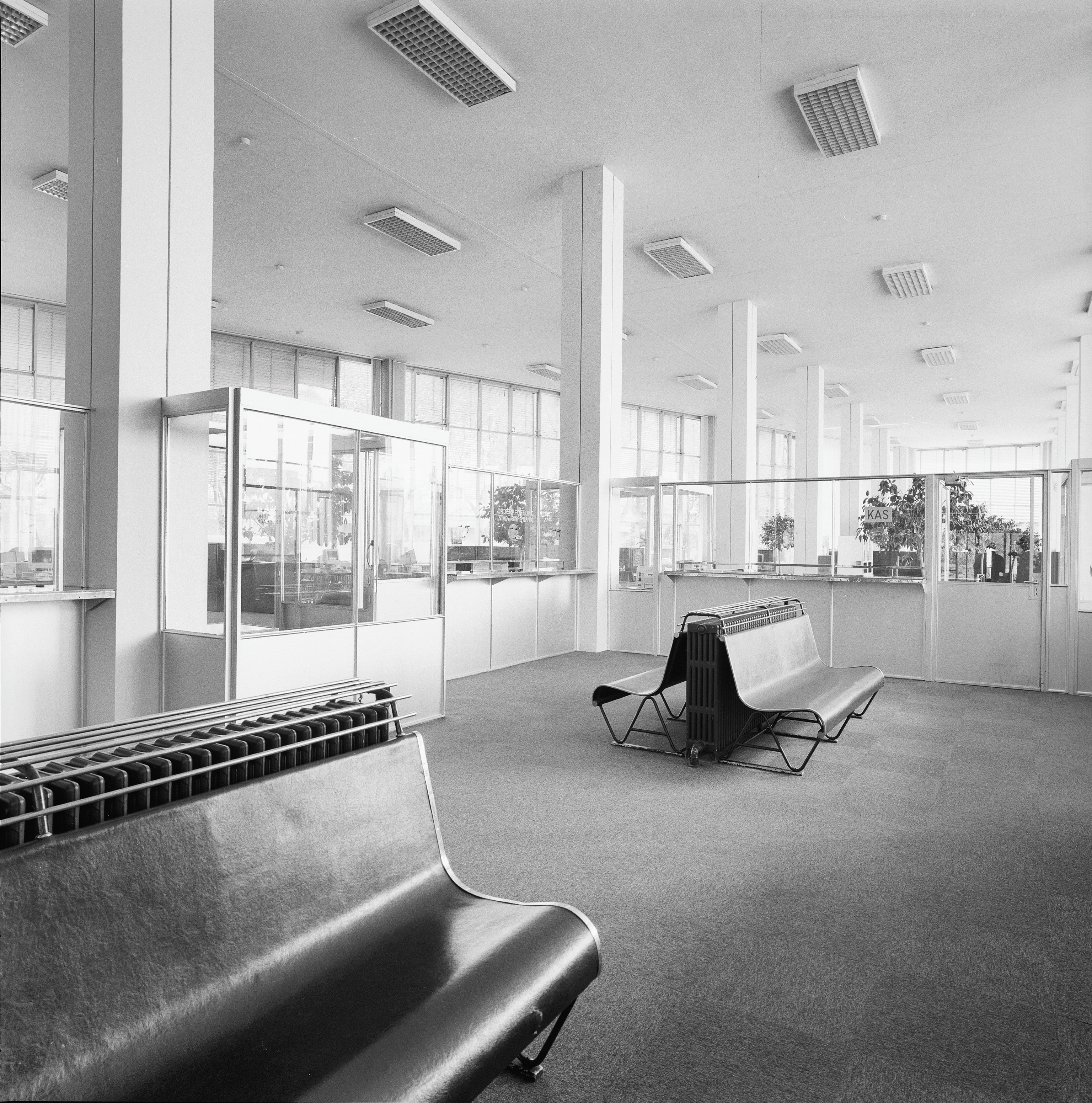
Overzicht kantoorzaal met zitbanken van Gispen in de Van Nellefabriek
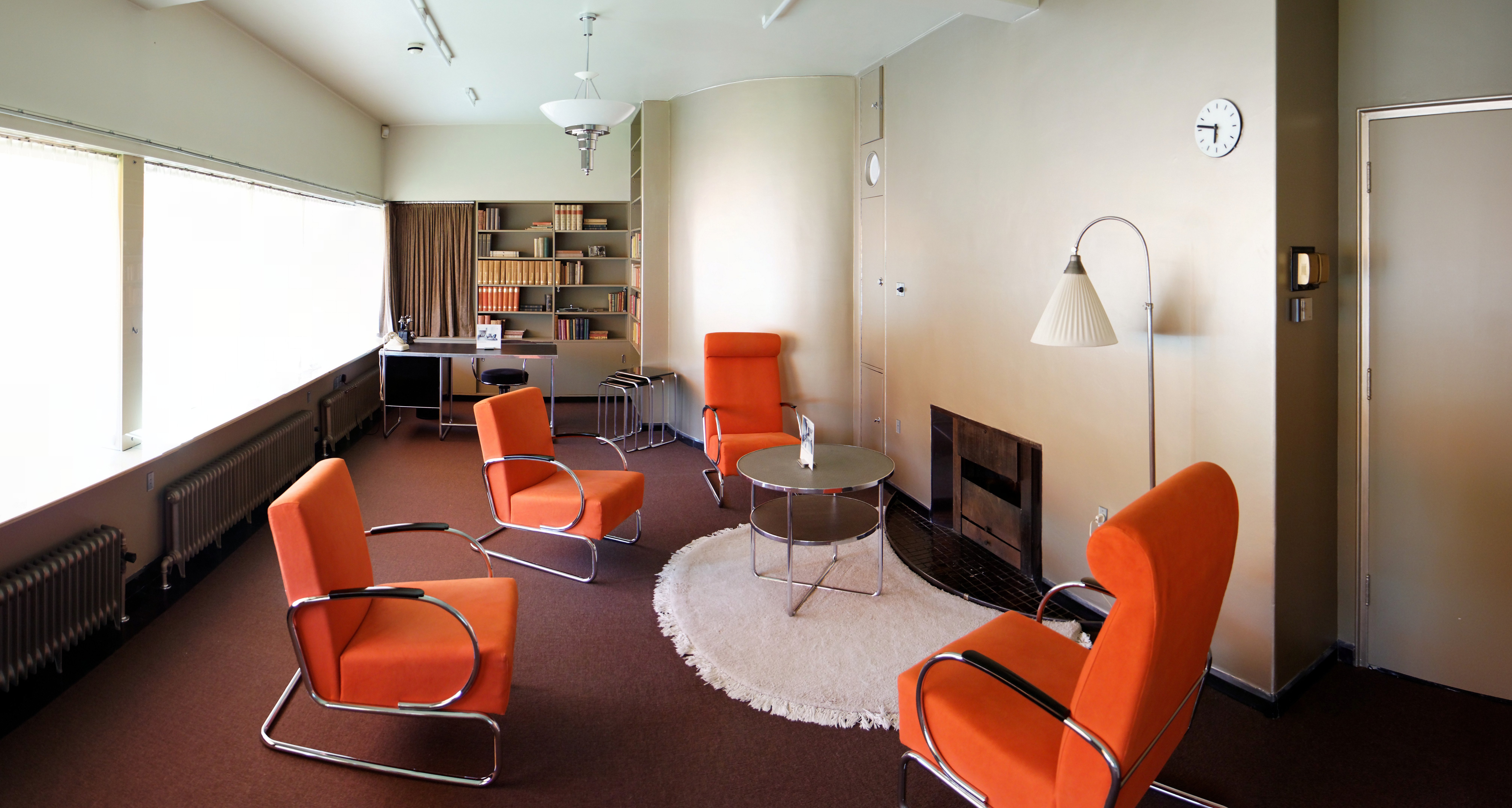
Bibliotheek Huis Sonneveld
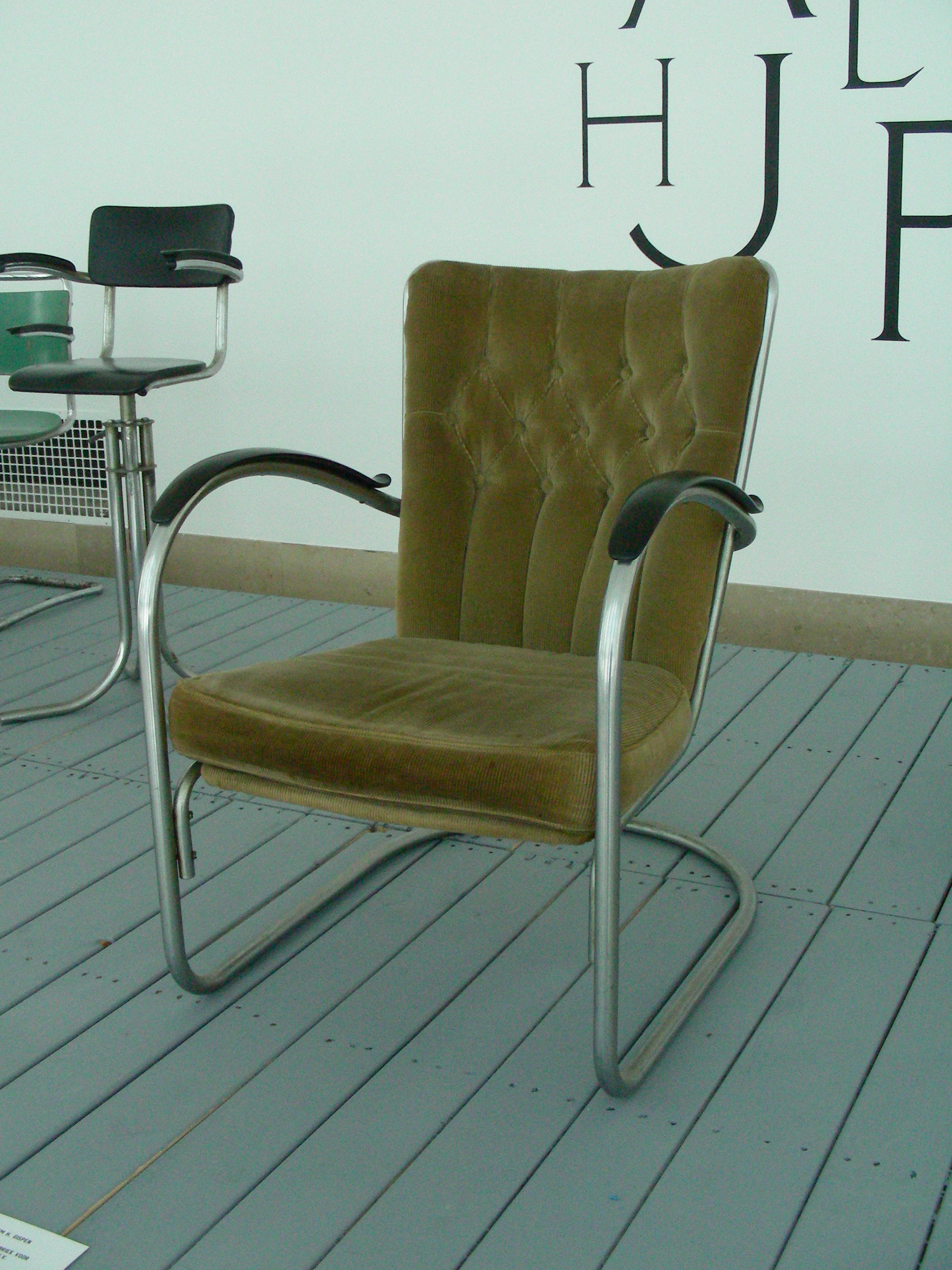
Stoel Gispen 412
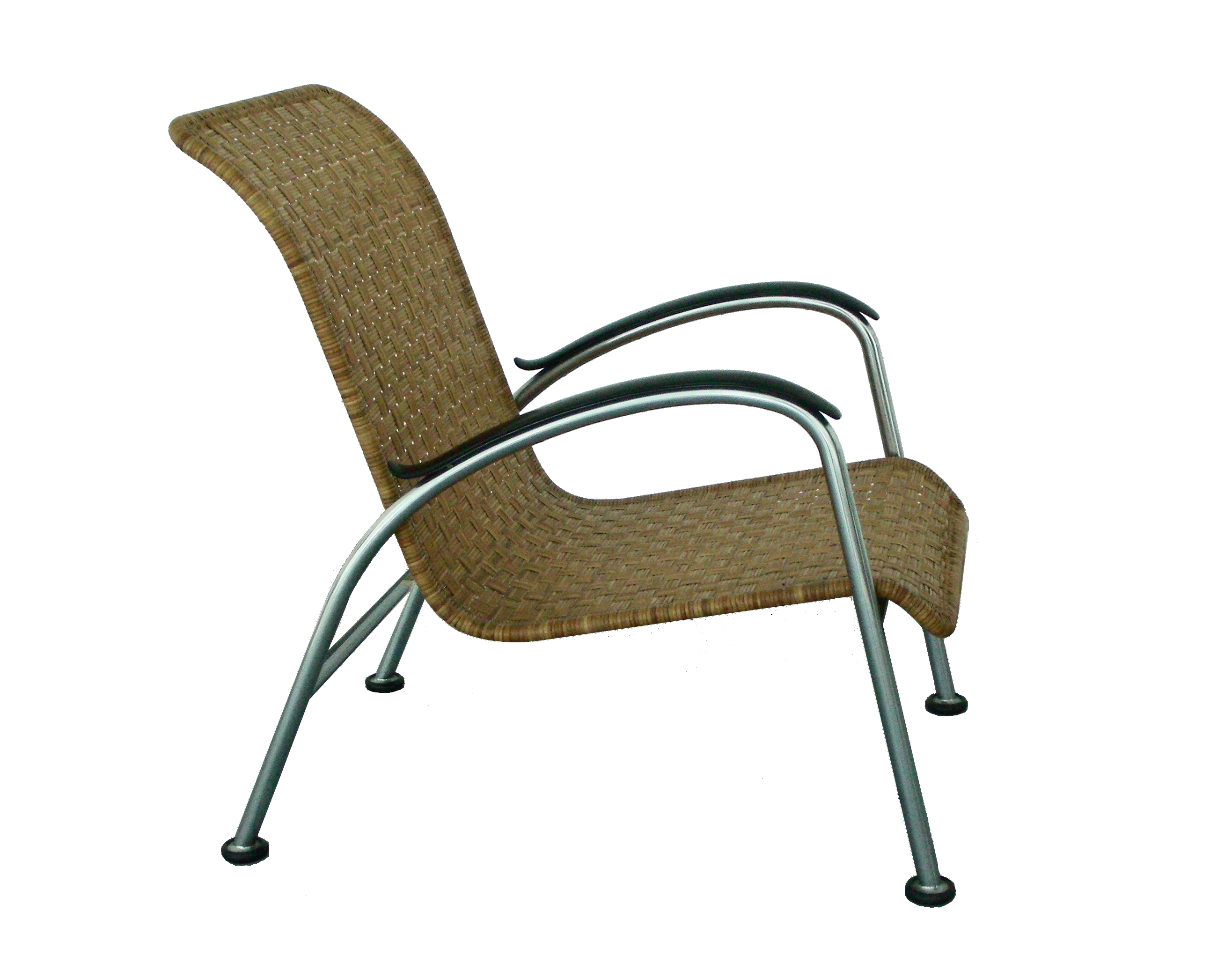
Stoel Gispen 404

- Bibliothèque nationale de France: cb11954738g (data)
- Biografisch Portaal: 76611747
- Digitale Bibliotheek voor de Nederlandse Letteren: gisp006
- Gemeinsame Normdatei: 118916076
- International Standard Name Identifier: 0000 0000 8376 9958
- Library of Congress Control Number: n88299534
- Nederlandse Thesaurus van Auteursnamen: 073454427
- RKD-Nederlands Instituut voor Kunstgeschiedenis: 32002
- Istituto Centrale per il Catalogo Unico: MILV209972
- LIBRIS: 56100
- Système universitaire de documentation: 108952703
- Union List of Artist Names: 500094231
- Virtual International Authority File: 42636696
- WorldCat: E39PCjK3Gk8Jfqr7BmJRgYFG6q